# Refat Appazov
Refat Fazîlovici Appazov (în tătară crimeeană Refat Fazıl oğlu Appazov, în rusă Рефат Фазылович Аппазов; n. 8 septembrie 1920, Simferopol, Imperiul Rus – d. 18 aprilie 2008, Koroliov, Moscova, Rusia) a fost un om de știință sovietic, de origine tătaro-crimeeană și colegul lui Serghei Koroliov, care a ocupat funcția de șef al departamentului de balistică al Energia din 1961 până în 1988. Spre deosebire de majoritatea tătarilor din Crimeea, el a fost scutit de statutul special de colonist și de exilul în Asia Centrală, deoarece autoritățile au uitat să-l includă în deportare, deoarece se afla la Ijevsk la acea vreme. Drept urmare, a fost lăsat separat de restul societății tătare din Crimeea din Uniunea Sovietică pentru o mare parte a vieții sale. Cu toate acestea, a reușit să devină inginer în OKB-1 și, mai târziu, profesor la prestigiosul Institut de Aviație din Moscova, în ciuda faptului că s-a confruntat în mod repetat cu discriminarea. După ce a tăcut despre identitatea sa tătaro-crimeeană pentru cea mai mare parte a vieții, a devenit puternic implicat în mișcarea pentru dreptul la întoarcere, după ce a văzut anunțul din 1987 despre încheierea comisiei Gromîko, care minimiza întreaga problemă și respingea dreptul deplin la întoarcere în Crimeea. A continuat să fie membru al celei de-a doua comisii dedicate examinării problemei întoarcerii tătarilor din Crimeea, care a anulat concluziile comisiei Gromîko, iar în 1991 a fost ales delegat al Kurultaiului tătarilor crimeeni.

## Tinerețe
Appazov s-a născut la 8 septembrie 1920, într-o familie de tătari crimeeni, la Simferopol. A urmat școala primară tătară crimeeană, apoi s-a mutat la Ialta, unde a urmat o școală rusă. După ce a terminat școala secundară, în 1939, a urmat cursurile Universității Tehnice din Moscova „N. Bauman”. În timpul celui de-al Doilea Război Mondial, școala s-a mutat la Ijevsk, unde Appazov a lucrat ca frezor la o fabrică în afara orelor de studii. Fiind atât de departe de Crimeea și nu cu niciun grup de diaspora tătarilor crimeeni în momentul deportării, a fost scutit de exilul în Asia Centrală, dar separat de restul comunității tătarilor crimeeni, ulterior.

## Cariera de inginerie
După absolvire, în 1946, a început să lucreze la o fostă fabrică de artilerie din Moscova, care a devenit în curând un institut de cercetare în domeniul tehnologiei rachetelor. În timpul unei călătorii de afaceri în Germania, pentru a analiza rachetele V-2, i-a fost prezentat lui Serghei Koroliov, proiectantul șef al OKB-1, care l-a recrutat pentru a lucra în programul spațial și ulterior l-a confruntat personal pe Beria și a insistat ca lui Appazov să i se permită să rămână și sa fie scutit de exil, când vestea despre etnia sa tătară a ajuns la NKVD. În ciuda faptului că i s-a acordat o excepție de la exil, el a fost tratat în continuare ca membru al unei „naționalități ostile” în diferite momente ale carierei sale, la un moment dat neputând folosi materiale desemnate drept „top secret” și trebuind să le ceară subordonaților ruși rapoarte tehnice pentru a finaliza munca. Cu toate acestea, a obținut un post de profesor la Institutul de Aviație din Moscova, din 1959 până în 1993, și a fost șef al departamentului de balistică al Energia din 1961 până în 1988. Pe parcursul carierei sale a participat la dezvoltarea rachetei balistice R-1, R-5 "Pobeda", Sputnik 1, R-7 Semyorka și Buran, precum și proiecte de zboruri către Lună, Venus și Marte.

## Ultimii ani și identitatea tătaro-crimeeană
De-a lungul vieții sale, el a fost afectat de „complexul supraviețuitorului” pentru că fusese cruțat de aceeași soartă, ca restul poporului său, și a suferit mai multe episoade traumatizante în care i s-a amintit situația; în timpul unei călătorii de două zile în Crimeea, în anii 1950, a fost îngrozit când a văzut locul cu bucăți de pietre funerare tătare folosite drept cărămizi într-o baie, iar mai târziu a experimentat depresie și disperare până la punctul de cădere mentală, ori de câte ori i-a amintit de patria pierdută, cum ar fi precum văzând imagini ale coastei Yalta la televizor. În timpul întâlnirilor rare cu rudele, problema exilului a fost rar discutată, dar Appazov a căpătat impresia că guvernul sovietic nu dorea să le permită tătarilor crimeeni să se întoarcă, precum a permis în cazul popoarelor caucaziene exilate, și iși continua politica de minimizare a prezenței tătarilor în Crimeea. După ce și-a suprimat identitatea tătară pentru cea mai mare parte a vieții, Appazov s-a înfuriat când a văzut declarația oficială a comisiei Gromyko din 1987 care susținea că „nu există nicio bază pentru a reînnoi autonomia și a acorda tătarilor din Crimeea dreptul de a se întoarce”, precum și a minimalizat complet și respingând situația tătarilor din Crimeea și dorința lor de a se întoarce. Ulterior, el a contactat personalul ziarului Lenin Bayrağı pentru a stabili contacte cu mișcarea pentru drepturile civile din diaspora și pentru a obține informații despre situația politică, deoarece ziarul în sine nu a evidențiat luptele tătarilor din Crimeea. Implicarea puternică în mișcarea dreptului la întoarcere a dus, în cele din urmă, la pensionarea sa în 1988. La scurt timp după aceea, i s-a acordat un loc într-un al doilea comitet (prezidizat de Vitali Doguzhiyev) pentru a aborda situația tătarilor din Crimeea - una care, spre deosebire de comisia Gromyko, avea tătari din Crimeea în ea (ceilalți patru fiind Refat Chubarov, Ferit Ziyadinov, Akhtem Tippa și Riza Asanov). După încheierea comitetului, susținând oficial dreptul la întoarcere, în 1991 a devenit delegat în Kurultaiul tătaro-crimeean, iar din 1991 până în 1995 a fost membru al Prezidiului Adunarii tătarilor din Crimeea. În 2001 și-a publicat memoriile „Следы в сердце и в памяти” (în română: Urme în inimă și memorie), iar într-un interviu din 2005 a declarat: „Nu am încetat niciodată să mă simt ca un tătar din Crimeea”. El a trăit pentru restul vieții sale în Korolev, Moscova, unde a murit la 18 aprilie 2008 și a fost înmormântat în Crimeea, conform testamentului său.

## Premii
- Premiul de Stat al URSS
- Ordinul lui Lenin
- Ordinul Steagul Roșu al Muncii
- Ordinul Insigna de Onoare [5]